# Stratagem
Stratagem is de 65e aflevering van de serie Star Trek: Enterprise van 97 afleveringen in totaal. 
Seizoen drie van deze serie heeft één grote verhaallijn, die het gehele seizoen voortduurt (zie seizoen drie), met meerdere plots. Deze aflevering is dus slechts één onderdeel van dit verhaal.

## Verloop van de aflevering
De USS Enterprise NX-01 is erin geslaagd om Degra, de ontwikkelaar van het superwapen dat de Xindi maken om de mensheid mee uit te roeien, gevangen te nemen. Door een stuk van zijn geheugen uit te wisselen, vergeet hij echter zelf dat hij gevangen is genomen. Dit geeft Jonathan Archer de kans om een simulatie op te starten. Er wordt in de Enterprise een set gemaakt van een klein ruimteschip en er wordt een verhaal ontwikkeld over dat Degra de laatste jaren van zijn geheugen is kwijtgeraakt door marteling. Dit wordt gedaan in de hoop dat hij de coördinaten van de locatie waar het superwapen gemaakt wordt, prijsgeeft. Het kost erg veel tijd voordat Degra Archer begint te vertrouwen in zijn rol van ex-medegevangene, maar uiteindelijk voert hij coördinaten in van een planeet die Azati Prime heet. Kort daarna treedt door technische mankementen een glitch op, waardoor Degra doorheeft dat zijn vertrouwen voor niets was en hij het slachtoffer is van een toneelstuk.
Nadat hij weer in zijn cel zit, beweert hij tegen Archer dat hij al lang doorhad dat alles een toneelstuk was en dat hij expres de coördinaten van een planeet gaf die ver weg ligt, om de Enterprise in haar missie te vertragen. Als de Enterprise dan probeert om met een vortex veel sneller naar de planeet te reizen en in het proces bijna vernietigd wordt, wordt Degra weer uit zijn cel gehaald. Archer wil dat hij voorkomt dat de Enterprise wordt opgeblazen, wat Degra weigert. Uiteindelijk komt de planeet waarvan Degra de locatie prijsgaf in beeld. Als Degra dan uitroept dat de Enterprise nooit door de defensie van de planeet komt, wordt onthuld dat de hele reis ook in scène is gezet; de Enterprise bevindt zich nog op dezelfde locatie. Degra heeft al wel door laten schemeren dat Azati Prime de daadwerkelijke plaats is waar het wapen wordt gemaakt.
De drie Xindi worden nadat hun geheugen opnieuw is aangepast (waardoor ze niets meer van hun dagen in de Enterprise weten) weer in hun schip gezet, waardoor het lijkt alsof ze geen contact met mensen hebben gehad.    

## Achtergrondinformatie
- Het blijkt dat Degra zich wel degelijk zijn avontuur op de Enterprise kan herinneren. Desondanks helpt hij later de mensen om zijn eigen wapen te stoppen.

## Acteurs

### Hoofdrollen
- Scott Bakula als kapitein Jonathan Archer
- (John Billingsley als dokter Phlox)
- Jolene Blalock als overste T'Pol
- Dominic Keating als luitenant Malcolm Reed
- Anthony Montgomery als vaandrig Travis Mayweather
- Linda Park als vaandrig Hoshi Sato
- Connor Trinneer als overste Charles "Trip" Tucker III

### Gastrollen
- Randy Oglesby als Degra

### Bijrollen

#### Bijrol met vermelding in de aftiteling
- Josh Drennen als Thalen

#### Bijrol zonder vermelding in de aftiteling
- Mark Correy als Alex
- Hilde Garcia als Rossi
- Chase Kim als R. Azar
- Ricky Lomax als W. Woods

## Links en referenties
- Stratagem op Memory Alpha
- (en)   Stratagem in de Internet Movie Database